# Aireación (climatización)
Aireación es la renovación continua de aire contaminado dentro de un edificio, casa, fábrica cuya meta es de crear un clima interior saludable.
El CTE (código técnico de edificación) prescribe un buen sistema de aireación. Las altas normativas de insolación de hoy en día impiden que aires contaminados escapen de la casa. Para garantizar un clima saludable dentro de la vivienda una buena aireación está necesaria.
- Datos: Q381105
- Multimedia: Aeration / Q381105